# Nadine Jarosch
Nadine Jarosch (* 28. April 1995 in Bielefeld) ist eine ehemalige deutsche Kunstturnerin. Sie wuchs in Werther auf und trainierte beim TV Werther. Später wechselte sie zum TV 1860 Detmold. Sie trainiert im Landesleistungszentrum in Detmold.
2011 nahm sie an den Turn-Weltmeisterschaften in Tokio teil, wo sie in der Einzelwertung Platz 10 im Mehrkampf und mit der deutschen Nationalmannschaft Platz 6 erreichte.
Sie nahm an den Olympischen Spielen 2012 in London teil.
Nach zwei Kreuzbandrissen beendete sie 2016 ihre sportliche Karriere als Kunstturnerin.

## Leben
Jarosch war Schülerin am Christian-Dietrich-Grabbe-Gymnasium in Detmold und machte dort 2013 ihr Abitur.

## Erfolge
- 2008: Deutsche Jugendmeisterschaften – 1. Platz Mehrkampf, Stufenbarren, Boden
- 2010: Deutsche Jugendmeisterschaften – 2. Platz Mehrkampf, 1. Platz Schwebebalken, 1. Platz Boden
- 2011: Olympiaqualifikation 2012 – Platz 10 im Mehrkampf
- 2011: Deutsche Meisterschaften Göppingen – 2. Platz Bodenturnen, 3. Platz Mehrkampf
- 2011: Europameisterschaften Berlin – 10. Platz Boden[5]
- 2011: Weltmeisterschaften Tokio – 10. Platz Mehrkampf (Einzel), 6. Platz Mehrkampf (Mannschaft)
- 2012: Deutsche Meisterschaften – 2. Platz Mehrkampf, 3. Platz Sprung, 4. Platz Stufenbarren, 5. Platz Schwebebalken
- 2012: Interne Olympiaqualifikation für das Turn-Team Deutschland – 2. Platz Mehrkampf
- 2012: Weltcup Doha – 2. Platz Sprung
- 2012: Olympische Spiele London – 9. Platz Mehrkampf (Mannschaft)